# ناحیه بوکو
ناحیه بوکو (به لاتین: Bukwo District) یک منطقهٔ مسکونی در اوگاندا است که در استان شرقی، اوگاندا واقع شده‌است. ناحیه بوکو ۷۳٬۴۰۰ نفر جمعیت دارد.